# 南港南
南港南（なんこうみなみ）は、大阪府大阪市住之江区にある町名。現行行政地名は南港南一丁目から南港南七丁目。

## 地理
住之江区の西部に位置し、東に南港東と接していて、他は大阪湾に囲まれている。また、殆どの地域が倉庫や工場が占めている。

## 歴史

### 沿革
- 1975年（昭和50年）、住之江区南港西1 - 3丁目と埋立地より、南港南1 - 7丁目成立[4]。

## 学区
市立小・中学校に通う場合、学区は以下の通りとなる。なお、小学校・中学校入学時に学校選択制度を導入しており、通学区域以外に住之江区にある小学校（自宅から概ね2km以内、学校の中心から距離で1.5km以内）・中学校から選択することも可能。
| 丁目         | 番   | 小学校             | 中学校               |
| ------------ | ---- | ------------------ | -------------------- |
| 南港南一丁目 | 全域 | 大阪市立平林小学校 | 大阪市立新北島中学校 |
| 南港南二丁目 | 全域 | 大阪市立平林小学校 | 大阪市立新北島中学校 |
| 南港南三丁目 | 全域 | 大阪市立平林小学校 | 大阪市立新北島中学校 |
| 南港南四丁目 | 全域 | 大阪市立平林小学校 | 大阪市立新北島中学校 |
| 南港南五丁目 | 全域 | 大阪市立平林小学校 | 大阪市立新北島中学校 |
| 南港南六丁目 | 全域 | 大阪市立平林小学校 | 大阪市立新北島中学校 |
| 南港南七丁目 | 全域 | 大阪市立平林小学校 | 大阪市立新北島中学校 |

## 事業所
2021年（令和3年）現在の経済センサス調査による事業所数と従業員数は以下の通りである。
| 丁目         | 事業所数  | 従業員数 |
| ------------ | --------- | -------- |
| 南港南一丁目 | 28事業所  | 450人    |
| 南港南二丁目 | 47事業所  | 1,077人  |
| 南港南三丁目 | 33事業所  | 400人    |
| 南港南四丁目 | 15事業所  | 395人    |
| 南港南五丁目 | 45事業所  | 799人    |
| 南港南六丁目 | 22事業所  | 1,061人  |
| 南港南七丁目 | 8事業所   | 162人    |
| 計           | 198事業所 | 4,344人  |

## 交通

### バス
2020年4月現在
- 大阪シティバス[8]
  - 15号系統：フェリーターミナル駅前 - 南港南 - 南港南三丁目 - かもめ大橋東詰 - 南港南四丁目 - 食品ふ頭前 - 南港南六丁目

## 施設
- 関西電力 南港発電所
- 大阪市中央卸売市場南港市場
- 大阪港南港

## その他

### 日本郵便
- 〒559-0032[2]（集配局：住之江郵便局[9]）